# Micro-région de Szigetvár
La micro-région de Szigetvár (hongrois : szigetvári kistérség) est une micro-région statistique hongroise rassemblant plusieurs localités autour de Szigetvár.